# ۱۶ بهمن
۱۶ بهمن سیصد و بیست و دومین روز از سال در گاه‌شماری خورشیدی است. به پایان سال ۴۳ روز (۴۴ روز در سال کبیسه) باقی‌است.

## رویدادها
- ۱۳۸۹ - آغاز برگزاری بیست و نهمین دوره جشنواره بین‌المللی فیلم فجر
- ۱۳۹۰ - حادثه بهمن ۱۳۹۰ هواپیمایی زاگرس
- ۱۳۹۶ - آتش‌سوزی ساختمان برق حرارتی وزارت نیرو

## زادروزها
- ۱۳۵۶ - شبنم فرشادجو، بازیگر
- ۱۳۵۹ - داوود حقی، بازیکن فوتبال
- ۱۳۶۰ - آیدین نیکخواه بهرامی، بازیکن بسکتبال

## درگذشت‌ها
- ۱۳۸۵ - اصغر پارسا، سخنگوی فراکسیون جبهه ملی ایران در دوره هفدهم مجلس شورای ملی
- ۱۳۸۹ - محسن یوسف‌بیک، بازیگر
- ۱۳۹۰ - فریدون فریاد، شاعر
- ۱۴۰۰ - مونا حیدری، از شهروندان ایران
- ۱۴۰۳ - صادق بریرانی ،گرافیست، نقاش